# Math rock
Il math rock è un genere musicale derivato dal rock sperimentale, emerso verso la fine degli anni ottanta. È caratterizzato da una struttura ritmica complessa ed insolita, sonorità fuori dagli schemi del rock tradizionale, da accordi dissonanti e da una grande sperimentazione tecnica.
È talvolta associato al post-rock, a causa dell'utilizzo di strutture ritmiche tipiche del jazz.

## Caratteristiche
Nella musica rock tradizionale viene spesso utilizzata una ritmica di 4/4; il math rock, invece, ricorre ad una ritmica suddivisa asimmetricamente, che varia dai 5/4, ai 7/8, agli 11/8, ai 13/8. La ritmica così complessa, riconosciuta come "matematica" dai diversi critici musicali ed ascoltatori, ha portato quindi all'attribuzione di questo nome al genere. Musicalmente, il math rock può essere influenzato da altri generi, oltre al rock tradizionale, come l'heavy metal, il rock progressivo e il punk rock.
I musicisti math rock sono stati anch'essi definiti come "matematici" a causa della ricerca di una creatività musicale nella loro musica. Manipolano, fondono e sincopano per confondere, in una fusione di rock, punk e pop.
Non viene data grande importanza ai testi; la voce può essere modificata, talvolta con altri suoni nel mixaggio. Spesso, i testi non vengono sovrapposti, e sono posizionati nell'ultimo grado del mixaggio, in particolar modo nello stile di registrazione di Steve Albini. Molti gruppi math rock compongono principalmente musica strumentale.
L'espressione "math rock" è stata spesso considerata un gioco di parole, e si è sviluppato negli anni a venire come stile musicale.
Gli originatori del nome comunque sia sono considerati i Breadwinner, altro gruppo estremamente importante per il genere.

## Storia
Alcuni musicisti tra quelli che iniziarono la loro carriera tra la fine degli anni '60 e l'inizio degli anni '70 sperimentavano la musica rock con strutture insolite. Tra gli esempi più noti riportiamo The Velvet Underground, Henry Cow, Captain Beefheart, Frank Zappa, Genesis, Jethro Tull, Gentle Giant, Yes, Rush, King Crimson, Gong, i primi Devo e Pink Floyd. Molti artisti di questo periodo storico erano considerati principalmente esponenti dell'hard rock o dell'heavy metal, ma alcuni gruppi vennero classificati come rock progressivo.
Il gruppo punk rock canadese NoMeansNo (formato nel 1979) è stato citato dai critici, come una "segreta influenza" nel math rock, portando allo sviluppo del genere negli ultimi anni del decennio. Senza mostrare particolare interesse al mainstream, la musica del gruppo canadese era fortemente caratterizzata da un'aggressività ed un'energia punk, drastici cambiamenti nel tempo e nella struttura ed un'acclamata abilità strumentale. Un altro gruppo d'avanguardia dello stesso periodo, i Massacre del chitarrista Fred Frith e del bassista Bill Laswell, influenzarono molti artisti grazie alla complessità ritmica e alla forte impronta punk delle loro composizioni.
Negli anni novanta, uno stile ritmicamente più complesso uscì fuori dalla scena noise rock, attiva a Chicago, ed in altre città della costa occidentale, con gruppi influenti emersi dal Giappone e dalla California meridionale, e soprattutto Pittsburgh. Don Caballero (Don Cab), dalla città di Pittsburgh, è un buon esempio di musica math-rock:  la band, fondata nel 1991, riuscì a mettere insieme sonorità noise rock molto pesanti con molti elementi di jazz e avanguardia.
Questi gruppi condividevano influenze che provenivano dalla musica dei compositori del ventesimo secolo come Igor' Fëdorovič Stravinskij, John Cage e Steve Reich, così come dall'approccio caotico del free jazz dei Naked City di John Zorn.
Entro la fine del XX secolo, la maggior parte delle band di ultima generazione, come i Thumbnail e i Leg Sweep Johnny si erano sciolte e il genere fu duramente rinnegato dalla maggior parte delle band che si videro etichettate con il termine "math rock". Tuttavia, l'influenza del movimento può essere sentita chiaramente nella scena avant-garde e indie rock. Il gruppo musicale britannico Foals esemplifica le sezioni angolari di chitarra e le dinamiche start/stop del sound del math rock, ma manca loro la miscela di diverse strutture di tempo per essere classificato come un vero e proprio gruppo math rock. Gli Edmund Fitzgerald sono una band contenente i membri dei Foals, con l'aggiunta dell'utilizzo di cambiamenti di tempo. Altri gruppi math rock britannici del XXI secolo, come i The Murder of Rosa Luxemburg, in tour con la band mathcore Circle Takes the Square, prima di interrompere la propria carriera nel 2004, hanno saputo distinguersi nella scena del Regno Unito, ma sono stati meno efficaci. Gli Youthmovie Soundtrack Strategie sono un altro gruppo britannico che utilizza una sezione di chitarra angolare, così come alcune tecniche che si annoverano nel post-rock e l'uso di diversi tempi musicali.
Verso la metà del 2000, molte band math rock hanno goduto di una discreta popolarità. Gli Slint e i Chavez hanno intrapreso i tour per le loro riunioni, mentre gli Shellac si sono trovati in tour e hanno pubblicato il loro primo album dopo sette anni di inattività. La riunione dei Don Caballero con una nuova formazione è avvenuta con l'uscita di un nuovo album nel 2006, mentre molti dei suoi membri hanno aderito a nuovi progetti musicali; Il bassista Pat Morris si è unito ai Poison Arrows nel 2005. Mike Banfield ha formato la band Knot Feeder nel 2006 in Pittsburgh, e anche sono attivi molti altri gruppi della stessa famiglia Pittsburgh che suonano math-rock come Token Black Guy, Tabula Rasa, A Voice Like Rhetoric, Hero Destroyed, Kalon (band).
Nel corso dell'evoluzione del genere, alcuni vedono un abbandono dell'enfasi sulla difficoltà e della complessità da parte del math rock "professionale". Secondo il settimanale di musica di Los Angeles LA Weekly Music Column, gruppi come i Battles (con Ian Williams, un altro componente dei Don Caballero), stanno contribuendo a "suonare un math rock divertente e accessibile". Questo è anche esemplificato dalla band inglese Foals, che ha aggiunto elementi dance punk ed una struttura in 4/4 nel proprio math rock.